# Men Rodriguiz Tenoiro
Men Rodríguez Tenorio (también Men Rodriguiz Tenoiro o Tenoyrio) fue un noble y trovador del siglo XIII y comienzos del siglo XIV, activo en las cortes de Alfonso X y Sancho IV.

## Biografía
Aunque nació en Castilla, su familia proviene de Pontevedra. Carolina Michaëlis propone que su linaje procede de Alfonso IX. Recibió de Alfonso X posesiones en Jerez de la Frontera en torno a 1266, posteriormente tuvo presencia y ocupó algunos cargos en la ciudad de Sevilla, donde siguió residiendo y contribuyendo a su defensa en tiempos de Sancho IV. Tras la muerte de Sancho IV, tomó parte por el infante Pedro, llegando a ser nombrado adelantado y posteriormente juez de apelación. Después de 1315 no es mencionado en ningún documento.
Su hermano Ruy Pérez Tenorio asesinó al también trovador Pai Gómez Chariño.  

## Obra
Se conservan 7 obras suyas y otras 6 son de dudosa autoría. De las 7 obras: 5 son cantigas de amigo, otra de escarnio y maldecir, además de una tensón con Juião Bolseiro. Las 6 atribuidas son 5 cantigas de amor y una de escarnio.